# Ana Nuša Dragan
Ana Nuša Dragan (r. Svetina), slovenska filmska igralka, scenaristka, režiserka in videastka, * 10. julij 1943, Jesenice, † 17. november 2011.
Diplomirala je 1969 iz sociologije in psihologije na ljubljanski filozofski fakulteti. Na področjih televizije in videa se je strokovno izpopolnjevala leta 1972 na Britanskem filmskem inštitutu v Londonu in 1984 v Parizu. V letih 1968 do 1988 sta s Srečom Draganom ustvarila več video del in jih nadgrajevala s performansi. Njena samostojna dela Lyhnida (1990), Anketa (1990), Ifigenija (1994) so oprta na likovno umetnost.